# David Hammons
David Hammons (Springfield, 1943) è un artista, scultore e performer statunitense.

## Biografia

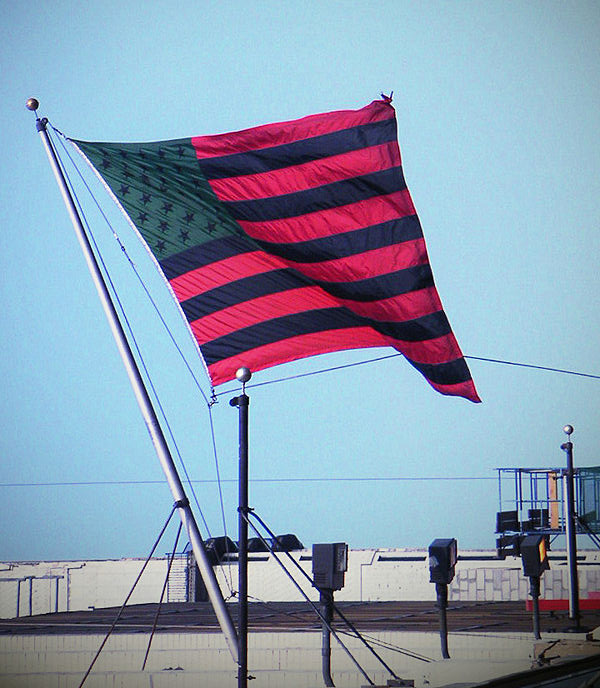
David Hammons, African American Flag, The Studio Museum in Harlem, New York.

Nato nel 1943 a Springfield (Illinois), è un artista afro-americano che vive e lavora ad Harlem, New York.
Ha compiuto i suoi studi a Los Angeles al Chouinard Art Institute e all'Otis Art Institute prima di stabilirsi a New York nel 1974.

## Poetica
Le opere e le azioni di Hammons contengono sempre una forte ironia e anche sarcasmo, che, a seconda del caso, danno un'aria aggressiva al suo lavoro. 
È conosciuto soprattutto per i lavori realizzati nella città di New York, dagli inizi degli anni settanta.
Dopo i suoi 'Body Prints', si dedicò alla creazione di sculture costruite con materiale di recupero, come capelli afro, sterco di elefante, ossa di pollo, preferendo sempre patterns colorati.
Da qui si nota come l'artista sia molto interessato a integrare le tradizioni africane nel suo lavoro. 
Nel Luglio 1991 ha ricevuto il MacArthur Fellowship, anche conosciuto come "genius grant" .
Ha partecipato a manifestazioni artistiche di livello internazionale tra cui Documenta nel 1992, la Biennale di Venezia nel 2003 e Skulptur Projekte nel 2007. L'opera African American Flag è parte della collezione permanente del MoMA, Museo di Arte Contemporanea di New York.

## Opere

### Disegni e dipinti
- 'Money Tree (for Parkett no. 31)', 1992.
- 'Free Nelson Mandela' ,1987.

### Sculture
- 'Untitled (Rock Head)'. 2005.
- 'The Holy Bible: Old Testament', 2002.
- 'Out of Bounds', (1995-96).
- 'African American Flag', 1990, New York.
- 'High Falutin', 1990.
- 'Higher Goals', 1986, Cadman Plaza, Brooklyn, NY.
- 'Spade with Chains', 1973.

### Performance
- 'Bliz-aard Ball Sale', 1983, Cooper Square, New York.

La performance vedeva Hammons in piedi tra i venditori, in mezzo alla strada, che si offriva di vendere palle di neve di ogni grandezza in saldo.
- 'Pissed Off' del 1981, è un lavoro che coinvolge l'artista nell'atto di urinare contro una scultura di Richard Serra.[2]